# Stitching the Standard
Stitching the Standard (lit. Costurando o Estandarte) é uma pintura do artísta britânico Edmund Leighton. A obra retrata uma donzela — cujo nome se desconhece — sentada na ameia de um castelo medieval dando os últimos retoques a um estandarte ou galhardete com uma águia negra sobre um fundo dourado. Num período de paz a mulher faz o seu bordado à luz do dia, longe da agitação do castelo.
A pintura representa a Fraternidade Pré-Rafaelita tardia, quando a vida estava imaculada pela Primeira Guerra Mundial. Stitching the Standard foi possivelmente intitulada de The Device pelo biógrafo de Leighton, Alfred Yockney, dentre as obras de 1911.

## Procedência
A 23 de abril de 1928, a pintura surge na sociedade de leilão Christie's sob o nome de Preparing the Flag (Preparando a bandeira), tendo sido comprada pela W. W. Sampson. A 26 de setembro de 1977, como Awaiting his Return (Esperando o seu regresso) foi comprada por Richard Green na Philips. Em 27 de junho de 1978, sob o título de Stitching the Standard, a pintura foi vendida a Sotheby's na Belgravia a um colecionador particular.